# Gorgopótamos (vattendrag)
Gorgopótamos är ett vattendrag i Grekland.   Det ligger i prefekturen Fthiotis och regionen Grekiska fastlandet, i den centrala delen av landet, 150 km nordväst om huvudstaden Aten.